# Мјанмар на Светском првенству у атлетици на отвореном 2013.
Мјанмар је учествовао на Светском првенству у атлетици на отвореном 2013. одржаном у Москви од 10. до 18. августа дванаести пут. Репрезентацију Мјанмара представљао је један такмичар који се такмичио у трци на 400 метара.
На овом првенству Мјанмар није освојио ниједну медаљу. Није било нових националних, личних и рекорда сезоне.

## Учесници
Мушкарци:
- Zaw Win Thet — 400 м

## Резултати

### Мушкарци
| Атлетичар    | Дисциплина | Лични рекорд | Група           | Група           | Полуфинале      | Полуфинале      | Финале          | Финале          | Детаљи |
| Атлетичар    | Дисциплина | Лични рекорд | Резултат        | Место           | Резултат        | Место           | Резултат        | Место           | Детаљи |
| ------------ | ---------- | ------------ | --------------- | --------------- | --------------- | --------------- | --------------- | --------------- | ------ |
| Zaw Win Thet | 400 м      | 49,00        | дисквалификован | дисквалификован | дисквалификован | дисквалификован | дисквалификован | дисквалификован |        |